# Oliver Zaugg
Oliver Zaugg (født 9. maj 1981) er en schweizisk tidligere professionel cykelrytter.